# Eugerres brasilianus
Eugerres brasilianus är en fiskart som först beskrevs av Cuvier, 1830.  Eugerres brasilianus ingår i släktet Eugerres och familjen Gerreidae. Inga underarter finns listade i Catalogue of Life.